# NRBF2
NRBF2 (англ. Nuclear receptor binding factor 2) – білок, який кодується однойменним геном, розташованим у людей на короткому плечі 10-ї хромосоми. Довжина поліпептидного ланцюга білка становить 287 амінокислот, а молекулярна маса — 32 378.
| 10         |  | 20         |  | 30         |  | 40         |  | 50         |
| ---------- |  | ---------- |  | ---------- |  | ---------- |  | ---------- |
| MEVMEGPLNL |  | AHQQSRRADR |  | LLAAGKYEEA |  | ISCHKKAAAY |  | LSEAMKLTQS |
| EQAHLSLELQ |  | RDSHMKQLLL |  | IQERWKRAQR |  | EERLKAQQNT |  | DKDAAAHLQT |
| SHKPSAEDAE |  | GQSPLSQKYS |  | PSTEKCLPEI |  | QGIFDRDPDT |  | LLYLLQQKSE |
| PAEPCIGSKA |  | PKDDKTIIEE |  | QATKIADLKR |  | HVEFLVAENE |  | RLRKENKQLK |
| AEKARLLKGP |  | IEKELDVDAD |  | FVETSELWSL |  | PPHAETATAS |  | STWQKFAANT |
| GKAKDIPIPN |  | LPPLDFPSPE |  | LPLMELSEDI |  | LKGFMNN    |  |            |

A: Аланін

C: Цистеїн

D: Аспарагінова кислота

E: Глутамінова кислота

F: Фенілаланін

G: Гліцин

H: Гістидин

I: Ізолейцин

K: Лізин

L: Лейцин

M: Метіонін

N: Аспарагін

P: Пролін

Q: Глутамін

R: Аргінін

S: Серин

T: Треонін

V: Валін

W: Триптофан

Кодований геном білок за функцією належить до фосфопротеїнів. 
Задіяний у таких біологічних процесах, як транскрипція, регуляція транскрипції, автофагія, альтернативний сплайсинг. 
Локалізований у цитоплазмі, ядрі, цитоплазматичних везикулах.